# Placencia Airport
Placencia Airport är en flygplats i Belize.   Den ligger i distriktet Stann Creek, i den sydöstra delen av landet, 90 km sydost om huvudstaden Belmopan. Placencia Airport ligger 4 meter över havet.
Terrängen runt Placencia Airport är mycket platt. Havet är nära Placencia Airport åt sydost. Trakten är glest befolkad. Närmaste större samhälle är Placencia, 2,6 km söder om Placencia Airport. 